# نظریه مسئولیت جنگ امپراتور شووا

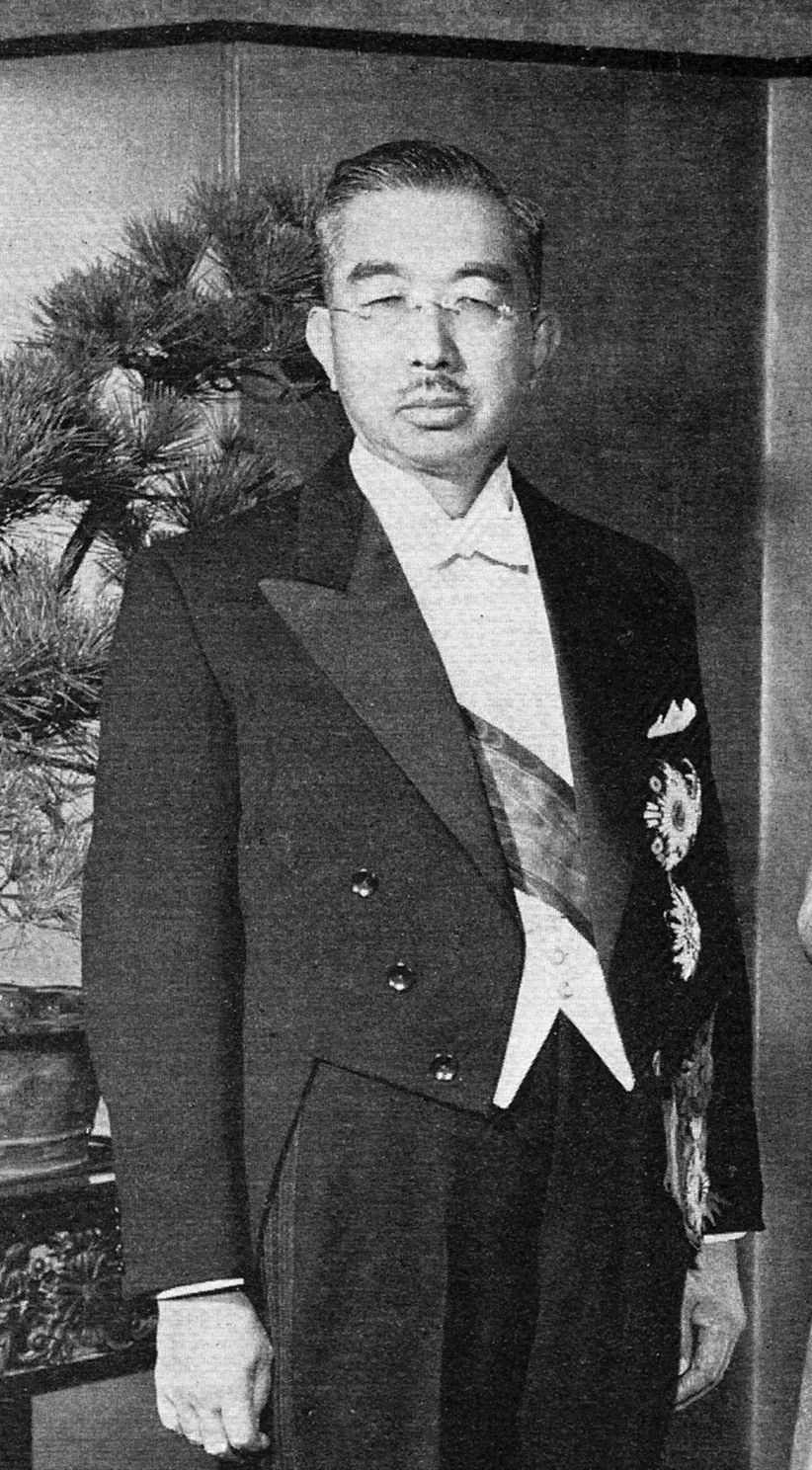

نظریه مسئولیت جنگ امپراتور شووا (به ژاپنی: 昭和天皇の戦争責任論)، به بحث در مورد مسئولیت جنگی امپراتور شووا در جنگ دوم چین و ژاپن، جنگ بزرگ آسیای شرقی و جنگ اقیانوس آرام اشاره دارد. این بحث شامل موضوع پیگرد قانونی بر اساس مسئولیت خارجی در دادگاه نظامی بین‌المللی برای خاور دور (دادگاه توکیو) توسط نیروهای متفقین پس از شکست در جنگ و مسئولیت داخلی ژاپن برای شکست در جنگ؛ و همچنین در مورد مسئولیت تشویق به ایثار و فداکاری مردم ژاپن در طی جنگ است. در مورد وجود مسئولیت هم استدلال‌های مثبت و هم منفی وجود دارد.

## خلاصه
بلافاصله پس از پایان جنگ، شیگه‌رو نانبارو در مورد تقسیم مسئولیت جنگ به دسته‌های قانونی، سیاسی و اخلاقی صحبت کرد. به گفته پژوهشگر مذهبی تتسوئو یامائوری ja:山折哲雄، «بلافاصله پس از جنگ، نظراتی مبنی بر اینکه امپراتور باید مسئول جنگ شناخته شود و او باید از سلطنت کناره‌گیری کند، وجود داشت.»
طبق قانون اساسی میجی، امپراتور شووا رئیس کشور با اختیار فرماندهی نیروی زمینی امپراتوری ژاپن و نیروی دریایی امپراتوری ژاپن و همچنین فرمانده عالی (مارشال اعظم) نیروی زمینی و نیروی دریایی امپراتوری ژاپن بود، از آنجایی که او دارای چنین مقام‌هایی، در دادگاه توکیو در صورت مطرح شدن شکایت از او، امپراتور شووا از نظر قانونی مسئول نقض قوانین بین‌المللی از طریق رهبری یک جنگ تجاوزکارانه شمرده می‌شد.

### پاسخگویی در قبال جنایات جنگی ژاپن
موضوع مسئولیت جنگ امپراتور هیروهیتو همواره مورد بحث بوده است. در طول جنگ، متفقین جنگ جهانی دوم اغلب هیروهیتو را با آدولف هیتلر و بنیتو موسولینی به عنوان سه دیکتاتور نیروهای محور ذکر می‌کردند. پس از جنگ، از آنجایی که ایالات متحده فکر می‌کرد که حفظ امپراتور به ایجاد یک رژیم اشغالگر متفقین صلح آمیز در ژاپن کمک می‌کند، و به ایالات متحده کمک می‌کند تا به اهداف پس از جنگ خود دست یابد، آنها هیروهیتو را به عنوان یک «شخصیت بی قدرت» بدون هیچ گونه قدرتی در سیاست‌های زمان جنگ ترسیم کردند.  با انتشار اسناد آرشیوی خاص در دهه ۱۹۶۰ شروع شد و پس از مرگ هیروهیتو در سال ۱۹۸۹ ادامه یافت. شواهد و مطالعات تاریخی این نظریه را مبنی بر اینکه او از نظر قدرت سیاسی شخصیتی ناتوان بوده را به چالش کشیدند. در سال‌های اخیر، بحث در مورد نقش امپراتور در جنگ بر سنجش دقیق دخالت او در امور سیاسی و نظامی متمرکز شده است. (اکنون به‌طور گسترده پذیرفته شده است که او حداقل درجاتی از مشارکت را در جنگ داشته است).

مورخ پیتر وتزلر گفت: 
 «بحث در مورد مشارکت هیروهیتو در امور سیاسی و نظامی در طول جنگ جهانی دوم - خواه نه (در ابتدا) و تا چه حد (بعدها) - هنوز ادامه دارد. تصدیق کنید که امپراتور، مانند همه رهبران دولت-ملت در آن زمان، عمیقاً درگیر بوده است.»

جنیفر لیند، دانشیار دولت در کالج دارتموث و متخصص حافظه جنگ ژاپن، بیان می‌کند که: 

در طول سال‌ها، این شواهد مختلف به دست آمد و مورخان این تصویر را از مقصر بودن و نحوه انعکاس او در مورد آن جمع‌آوری کردند. «این قطعه دیگری از پازل است که به شدت تصدیق می‌کند که تصویری که قبلاً وجود داشت، این بوده است که او به شدت مقصر بود و بعد از جنگ از این بابت به شدت ناراحت بود.»  مورخان به این نتیجه رسیدند که او حداقل برای شروع جنگ و جنایاتی که ارتش ژاپن در آن دوره مرتکب شده بود، مقصر بود.

مورخانی که به درجه بالاتری از دخالت امپراتور در جنگ اشاره می‌کنند، بیان کرده‌اند که هیروهیتو مستقیماً مسئول جنایات جنگی ژاپن در جنگ دوم چین و ژاپن و در جنگ جهانی دوم بود. آنها گفته‌اند او و برخی از اعضای خاندان شاهنشاهی مانند برادرش یاسوهیتو، شاهزاده چیچیبو، پسرعموهایش شاهزاده‌ها شاهزاده سونیوشی تاکه‌دا و شاهزاده فوشیمی هیرویاسو و عموهایش شاهزاده‌ها شاهزاده کان این کوتوهیتو، شاهزاده یاسوهیتو آساکا، و شاهزاده ناروهیکو هیگاشیکونی، باید برای جنایت جنگی محاکمه می‌شدند.
در مطالعه ای که در سال ۱۹۹۶ منتشر شد، مورخ میتسویوشی هیمه‌تا گفت که سه خط‌مشی (سانکو ساکوسن ), راهبرد زمین سوخته ژاپنی، سیاست اتخاذ شده در جمهوری چین (۱۹۴۹–۱۹۱۲) که توسط خود امپراتور هیروهیتو تأیید شده است، به‌طور مستقیم و غیرمستقیم مسئول مرگ بیش از ۲٫۷ میلیون غیرنظامی چینی بود. در کتاب هیروهیتو و ساخت ژاپن مدرن، هربرت بیکس نوشته است «سانکو ساکوسن» نه تنها از نظر تعداد، بلکه در وحشیگری بسیار از قتل‌عام نانجینگ پیشی گرفته است. به گفته بیکس، «[این] عملیات نظامی باعث مرگ و رنج در مقیاسی غیرقابل مقایسه بیشتر از عیاشی کاملاً برنامه‌ریزی نشده قتل‌عام نانجینگ بود، که بعدها نماد جنگ شد.» در حالی که قتل‌عام نانجینگ برنامه‌ریزی نشده بود، بیکس نوشته: «هیروهیتو از کمپین‌های نابودی در چین که شامل سوزاندن روستاهایی بود که تصور می‌شد پناهگاه چریک‌ها بود، اطلاع داشت و آن را تأیید کرد.»
او علاوه بر احساس پشیمانی از نقش خود در جنگ، «با اجازه دادن به عناصر رادیکال ارتش برای هدایت جنگ کوتاه آمد». به همین ترتیب، در اوت ۲۰۰۰، لس آنجلس تایمز گزارش داد که مقامات ارشد دولت ایالات متحده کاملاً از نقش امپراتور در طول جنگ آگاه بودند.
به گفته تاناکا یوکی، بازنشستگی افتخاری استاد پژوهشی تاریخ در دانشگاه شهر هیروشیما، سوابق جنگ در مؤسسه ملی آژانس دفاع شواهدی را ارائه می‌دهد که هیروهیتو به شدت در ایجاد سیاست‌های جنگی نقش داشته است. تاناکا همچنین اظهار داشت که مجله دولتمردان ژاپنی کیدو کوایچی به‌طور غیرقابل انکاری ثابت می‌کند که هیروهیتو نقش مهمی در تصمیم‌گیری برای جنگ علیه کشورهای متفقین در دسامبر ۱۹۴۱ داشته است.
به گفته فرانسیس پایک، هیروهیتو عمیقاً درگیر عملیات نظامی بود و در کاخ امپراتوری توکیو یک اتاق جنگ را برای نظارت دقیق بر فعالیت‌های نظامی ژاپن اختصاص داده بود. پایک همچنین خاطرنشان کرد که منابع گسترده مورد نیاز برای به‌روزرسانی‌های منظم امپراتور اغلب شکایات مقامات نظامی را به همراه داشت. به گفته پیتر وتزلر، او در تصمیم‌گیری برای شروع جنگ و همچنین در سایر تصمیمات سیاسی و نظامی مشارکت فعال داشت. سلاح‌های گاز سمی مانند فسژن توسط واحد ۷۳۱ تولید می‌شد و با دستورهای خاصی که توسط خود هیروهیتو داده می‌شد و توسط رئیس ستاد ارتش مخابره می‌شد، استفاده از آنها مجاز بود. هیروهیتو ۳۷۵ بار در طول نبرد ووهان از اوت تا اکتبر ۱۹۳۸ استفاده از گاز سمی را مجاز کرد. وی از شیرو ایشی که رئیس واحد آزمایشات پزشکی و واحد ۷۳۱ بود با اهدای مدال خدمت ویژه تقدیر کرد.
تاکاهیتو، شاهزاده میکاسا، برادر کوچکتر هیروهیتو، به یومیوری شیمبون اطلاع داد که در طول سال ۱۹۴۴، او گزارش کاملی را در مورد جزئیات جنایات دوران جنگ توسط سربازان ژاپنی در چین تهیه کرده بود. وی تصریح کرد که مستقیماً در مورد این گزارش با هیروهیتو صحبت نکرده است، اما افزود که «زمانی که با او ملاقات کردم، وضعیت چین را به صورت ناقص گزارش کردم.» علاوه بر این، او به یاد می‌آورد که هیروهیتو یک فیلم تولید چین را به آنها نشان می‌دهد که جنایت‌های ژاپنی را به تصویر می‌کشد.
به‌طور رسمی، قانون اساسی امپراتوری، که تحت امپراتور میجی تصویب شد، قدرت کامل را به امپراتور داد. ماده ۴ مقرر می‌داشت: «امپراتور رئیس امپراتوری است و حقوق حاکمیت را در خود جمع می‌کند و طبق مقررات قانون اساسی حاضر اعمال می‌کند.» همچنین طبق ماده ۶ «امپراتور قوانین را تأیید می‌کند و دستور می‌دهد که آنها را ابلاغ و اجرا کنند» و ماده ۱۱ «امپراتور فرماندهی عالی ارتش و نیروی دریایی را دارد». به این ترتیب امپراتور رهبر ستاد کل امپراتوری بود.
به گفته باب تاداشی واکابایاشی از دانشگاه یورک (کانادا)، قدرت هیروهیتو تا سال ۱۹۴۵ به سه عنصر بستگی داشت:
 اولاً، او یک پادشاه مشروطه بود که مشروط به محدودیت‌های قانونی و کنوانسیون‌های الزام‌آور بود، همان‌طور که او اغلب تأکید کرده است. دوم، او فرمانده عالی نیروهای مسلح ژاپن بود، اگرچه دستورهای او اغلب نادیده گرفته می‌شد و گاهی سرپیچی می‌شد. ثالثاً، او با اعطای افتخاری امپراتوری که اعتبار غیرقابل انکار را به ارمغان می‌آورد و با صدور دستورهای امپراتوری که قدرت قهری بیش از قانون داشتند، از اقتدار اخلاقی مطلق در ژاپن برخوردار بود. در دوران پس از جنگ، دولت ژاپن، برخی از مورخان ژاپنی و خود هیروهیتو این عناصر دوم و سوم را که تا سال ۱۹۴۵ قوی‌ترین بودند، کم‌اهمیت جلوه داده یا نادیده گرفتند. و اولی را که ضعیف‌ترین بود بیش از حد مورد تأکید قرار داده‌اند. هیروهیتو مستبد نبود. اما او قدرت «مطلق» را به معنای اختیار نهایی برای تحریم یک تصمیم سیاستی خاص از طریق موافقت با آن، یا مجبور ساختن مجدد یا کنار گذاشتن آن با مخالفت با آن، در اختیار داشت. وقتی واقعاً می‌خواست در کاری دخالت می‌کرد، حتی برای ارتش هم این موضوع صادق بود. 

ارزیابی دولت بریتانیا در ژانویه ۱۹۸۹ که از طبقه‌بندی خارج شده از هیروهیتو، او را به عنوان «بیش از حد ضعیف برای تغییر روند رویدادها» توصیف می‌کند و نشان می‌دهد که هیروهیتو «ناتوان» بود و مقایسه او با هیتلر «به طرز مضحکی دور از واقع‌بینی است.» قدرت هیروهیتو توسط وزرا و ارتش محدود شده بود و اگر او نظر خود را بیش از حد بیان می‌کرد با یکی دیگر از اعضای خانواده سلطنتی جایگزین می‌شد.
راج بریتانیا حقوق‌دان رادهابینود پال با دادگاه نظامی بین‌المللی مخالفت کرد و یک حکم ۱۲۳۵ صفحه‌ای صادر کرد.> او کل پرونده دادستانی را در رابطه با توطئه برای ارتکاب یک عمل جنگی تهاجمی با وحشیگری و انقیاد کشورهای فتح شده ضعیف دانست. پال گفت: «هیچ مدرکی، شهادتی یا شرایطی، همزمان، احتمالی، بازنگری، وجود ندارد که به هیچ وجه منجر به این استنباط شود که دولت ژاپن به هر نحوی ارتکاب چنین جرایمی را مجاز کرده است.» پال از تبرئه همه متهمان حمایت کرد. او عملیات نظامی ژاپن را موجه می‌دانست، زیرا چیانگ کای‌شک از تحریم عملیات تجاری قدرت‌های غربی به‌ویژه تحریم صادرات نفت آمریکا به ژاپن حمایت می‌کرد. پال استدلال کرد که حملات به مناطق همسایه برای محافظت از امپراتوری ژاپن در برابر یک محیط تهاجمی، به ویژه اتحاد جماهیر شوروی موجه است. او آن را عملیات دفاع از خود دانست که مجرمانه نیست. پال گفت: «مقصران واقعی در مقابل ما نیستند» فقط «یک جنگ شکست‌خورده یک جنایت بین‌المللی است».

1. 
2. 
3. 
4. 
5. 
6. 
7. 
8. 
9. 
10. 
11. 
12. 
13. 
14. 
15. 
16. 
17. 
18. 
19. 
20. 
21. 
22. 
23. 
24. 
25. 
26. 
27. 
28. 
29. 